# Fortificaciones de Malta

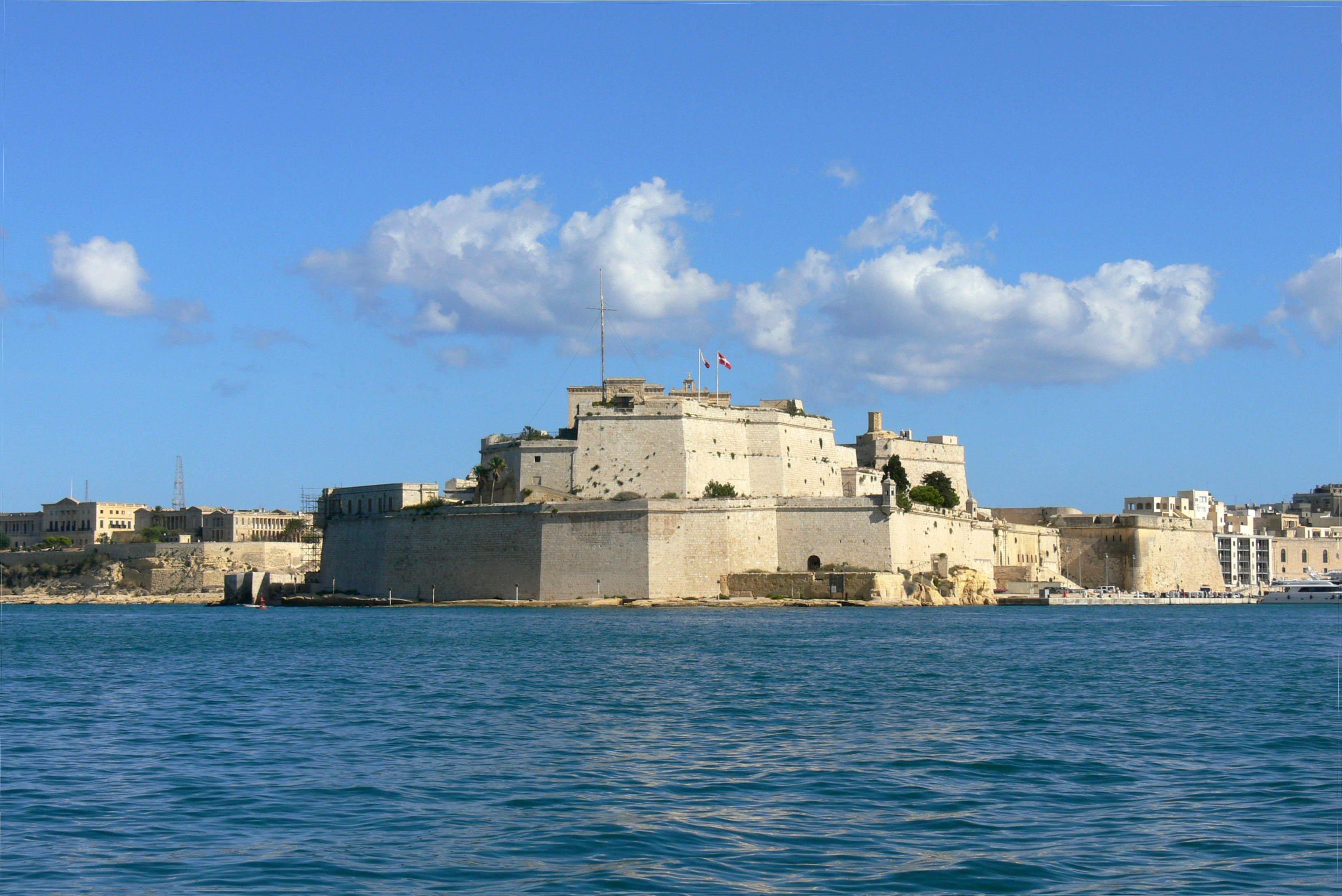
Fuerte de San Ángel en Birgu

Las fortificaciones de Malta consisten en una serie de ciudades amuralladas, ciudadelas, fortalezas, torres, baterías, reductos, atrincheramientos y fortines. Las fortificaciones se fueron construyendo durante miles de años, desde alrededor de 1450 aC hasta mediados del siglo XX, y son el resultado de la posición estratégica y los puertos naturales de las islas maltesas, que las han hecho muy deseables para varias potencias.
Las primeras fortificaciones conocidas en Malta son muros defensivos construidos alrededor de los asentamientos de la Edad de Bronce. Los fenicios, romanos y bizantinos construyeron una serie de murallas defensivas alrededor de asentamientos importantes, pero muy pocos restos de estos sobreviven en la actualidad. A fines del período medieval, las principales fortificaciones en Malta fueron la capital Mdina, la Ciudadela en Gozo, el Castrum Maris y algunas torres costeras o puestos de observación.
Las fortificaciones de Malta mejoraron en gran medida mientras que las islas estuvieron gobernadas por la Orden de San Juan entre 1530 y 1798. Los Hospitalarios construyeron nuevas fortificaciones en bastiones, como las fortificaciones de Birgu y La Valeta y mejoraron las defensas medievales. A fines del siglo XVIII, Malta tenía fortificaciones extensas alrededor del Gran Puerto y Marsamxett, así como un sistema de defensa costera que consistía en torres, baterías, reductos y atrincheramientos.
Después de una breve ocupación francesa, las islas cayeron bajo el dominio británico en 1800. Entre los años 1870 y 1900 se construyeron una serie de  baterías y fuertes poligonales alrededor de la costa de Malta y en la Victoria Lines. En los años 1930 y 1940, se construyó el fuerte Campbell, una serie de fortines y unas baterías antiaéreas, y estas fueron las últimas fortificaciones que se construyeron en Malta.
Las fortificaciones de Malta están consideradas entre los mejores ejemplos de arquitectura militar en cualquier parte del mundo. El general de división Whitworth Porter, de los Ingenieros Reales, calificó a Malta de "la fortaleza artificial más poderosa del mundo" en su libro de 1858 Historia de la fortaleza de Malta. En su libro de 1893, La historia de Malta, Maturin Murray Ballou escribió que "no existe un sistema de fortificaciones más completo, en ninguna parte del mundo, que el cordón de estructuras defensivas en Malta".
El arquitecto británico Quentin Hughes se refirió a las fortificaciones de Malta como "pura concentración y majestad absolutamente incomparables", mientras que el juez e historiador Giovanni Bonello dijo que "en ningún lugar del mundo las fortificaciones son más extensas, más impresionantes, más sobresalientes que en Malta".

## Fortificaciones antiguas y medievales (antes de 1530)

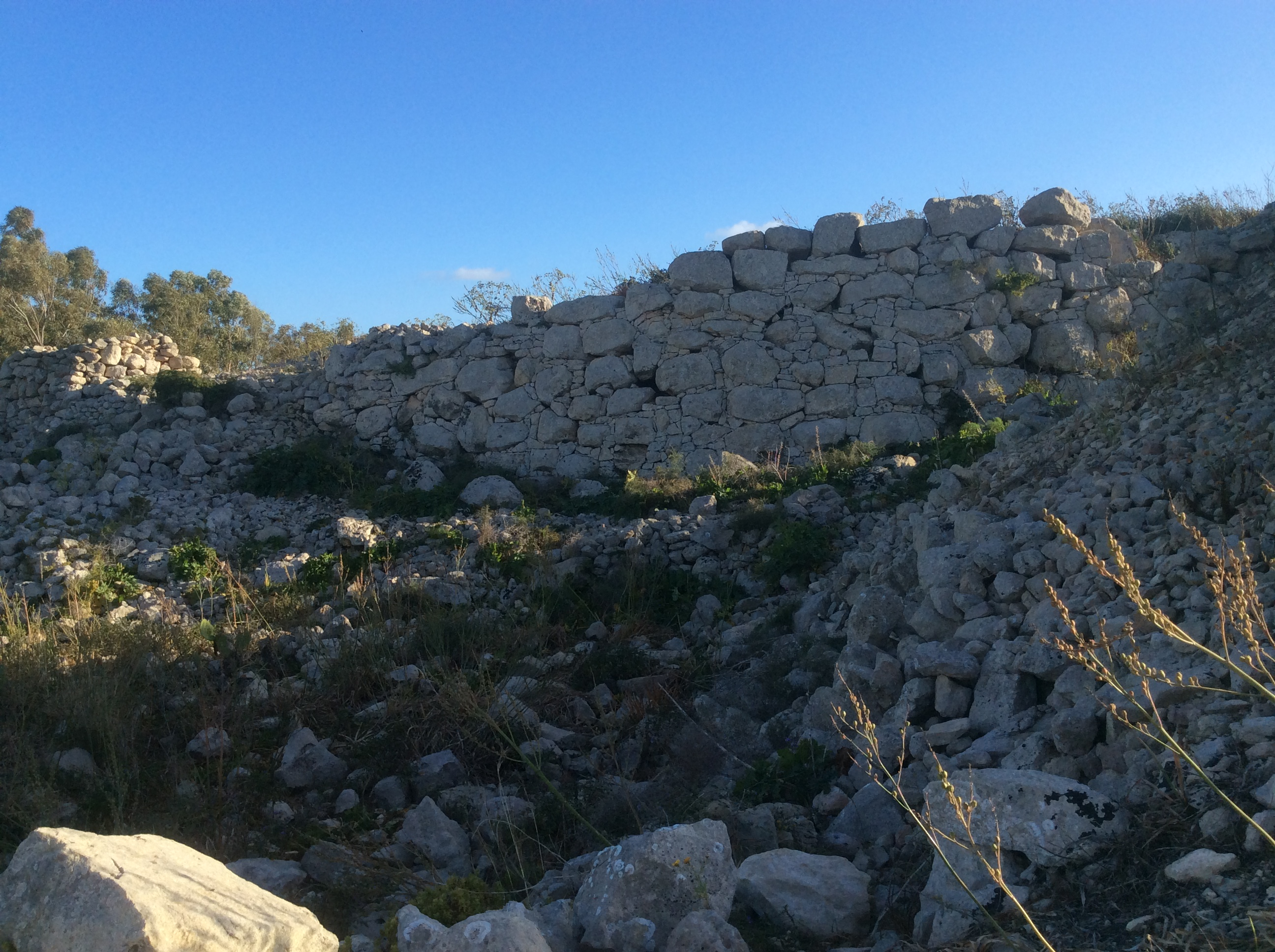
Muro defensivo de la Edad de Bronce en Borġ in-Nadur

Las primeras fortificaciones en Malta fueron construidas durante la Edad del Bronce. Al menos seis sitios han sido identificados como posibles asentamientos fortificados. El mejor conservado de estos es el pueblo de Borġ in-Nadur, cerca de la moderna ciudad de Birżebbuġa. Alrededor de 1450 aC, los habitantes del pueblo construyeron un bastión en forma de D de 4,5 m de altura para impedir el acceso a su pueblo. El muro fue construido mirando hacia el interior, lo que demuestra que las personas que vivían en la aldea temían más los ataques desde tierra que desde el mar.
Alrededor del 700 aC, los fenicios fundaron y fortificaron la ciudad de Maleth en uno de los puntos más altos de la isla, lejos del mar. Finalmente, la ciudad fue conquistada por el Imperio Romano y pasó a llamarse Melite. La ciudad se llamó Medina al ser conquistada por los árabes, lo que llevó a su nombre actual Mdina. Sus fortificaciones se modificaron varias veces a lo largo del tiempo, y aunque la mayoría fueron desmanteladas y reconstruidas entre los siglos XVI y XVIII, durante las excavaciones recientes se descubrieron algunos cimientos de las antiguas murallas púnico-romanas y varios restos medievales.
Se han encontrado restos de varias torres redondas en Malta, y se cree que se remontan a finales del período púnico o romano. Es posible que se usaran como atalayas, pero algunos historiadores lo discuten porque sus ubicaciones no tienen realmente sentido en los sistemas defensivos.
Según Al-Himyarī, cuando los árabes capturaron Malta en el 870 dC, sitiaron, capturaron, saquearon y desmantelaron una fortaleza.

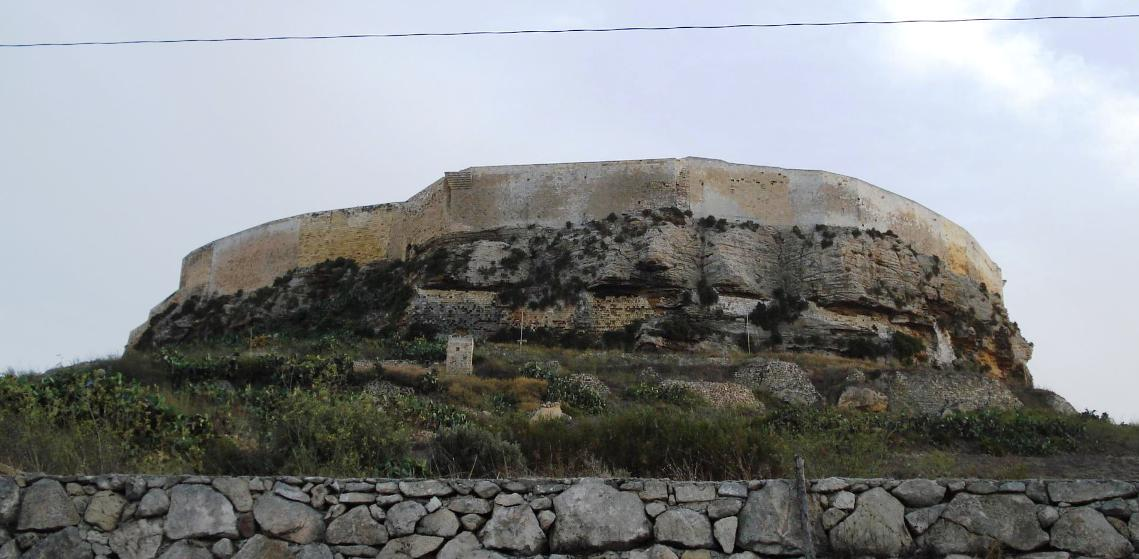
Las murallas del norte de la Ciudadela fueron construidas en el.

En 1241, el Gran Castello o Ciudadela en Gozo se fortificó definitivamente, aunque existía un asentamiento en la colina desde la Edad de Bronce. Las fortificaciones de la ciudad se mejoraron con el paso de los años, y las murallas del norte de la ciudad que aún se mantienen en pie fueron construidas alrededor del siglo XV por la Corona de Aragón.
El Castrum Maris fue construido durante la Edad Media. En el siglo XIII el castillo existía y se vio involucrado en la batalla de Malta en 1283. A principios del siglo XVI pertenecía a la familia de Nava.
A principios del siglo XV, la milicia local tenía varios puestos de vigilancia alrededor de las islas maltesas, y en algunos casos podría haber fortalezas en forma de torres de vigilancia costeras en estos puestos. Se sabe que una de estas torres fue construida en el fuerte de San Telmo en la península de Sciberras por los aragoneses en 1488.

## Fortificaciones Hospitalarias (1530–1798)

### Área del puerto

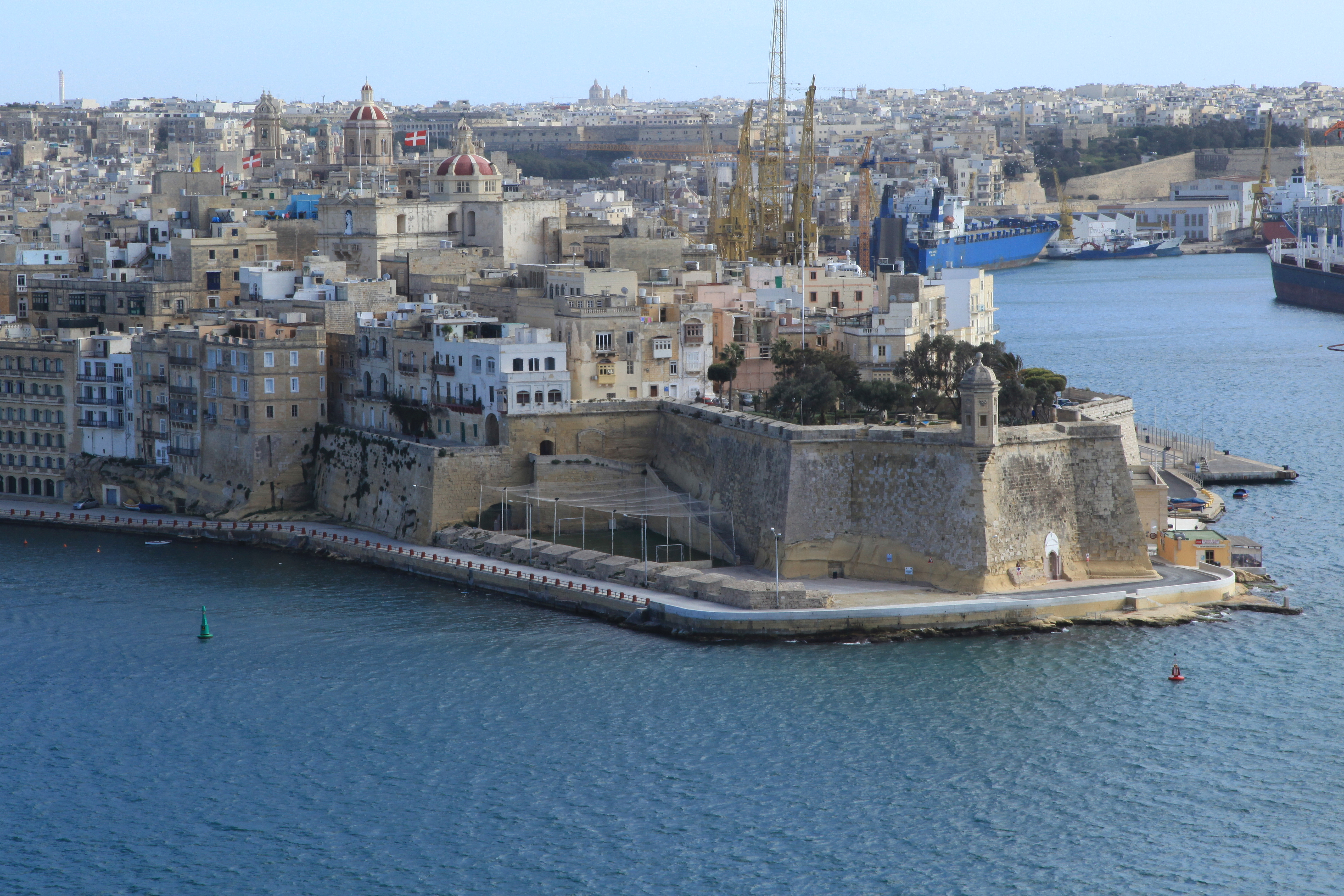
Fortificaciones marinas de Senglea

En 1530, las islas maltesas junto con la ciudad portuaria de Trípoli, en el norte de África, fueron entregadas a la Orden de San Juan por el emperador Carlos V. Los caballeros se asentaron en la ciudad de Birgu y la convirtieron en su capital. Poco después de su llegada, la Orden reconstruyó el Castrum Maris, llamándolo Fuerte de San Ángel. Más tarde, toda la ciudad de Birgu comenzó a rodearse de nuevas fortificaciones, en un estilo similar al de las primeras defensas de la Orden en Rodas. El frente terrestre de Birgu fue construido en 1540. Tras el ataque de 1551, la Orden se dio cuenta de la necesidad de construir más defensas. En 1552 se construyeron dos fortalezas: Fuerte San Telmo en el extremo de la península de Sciberras, en el sitio de una atalaya aragonesa, y Fuerte San Miguel en Isola. En 1553 comenzó a construirse una nueva ciudad fortificada alrededor del Fuerte San Miguel, y fue llamada Senglea en honor al Gran Maestre que la construyó.

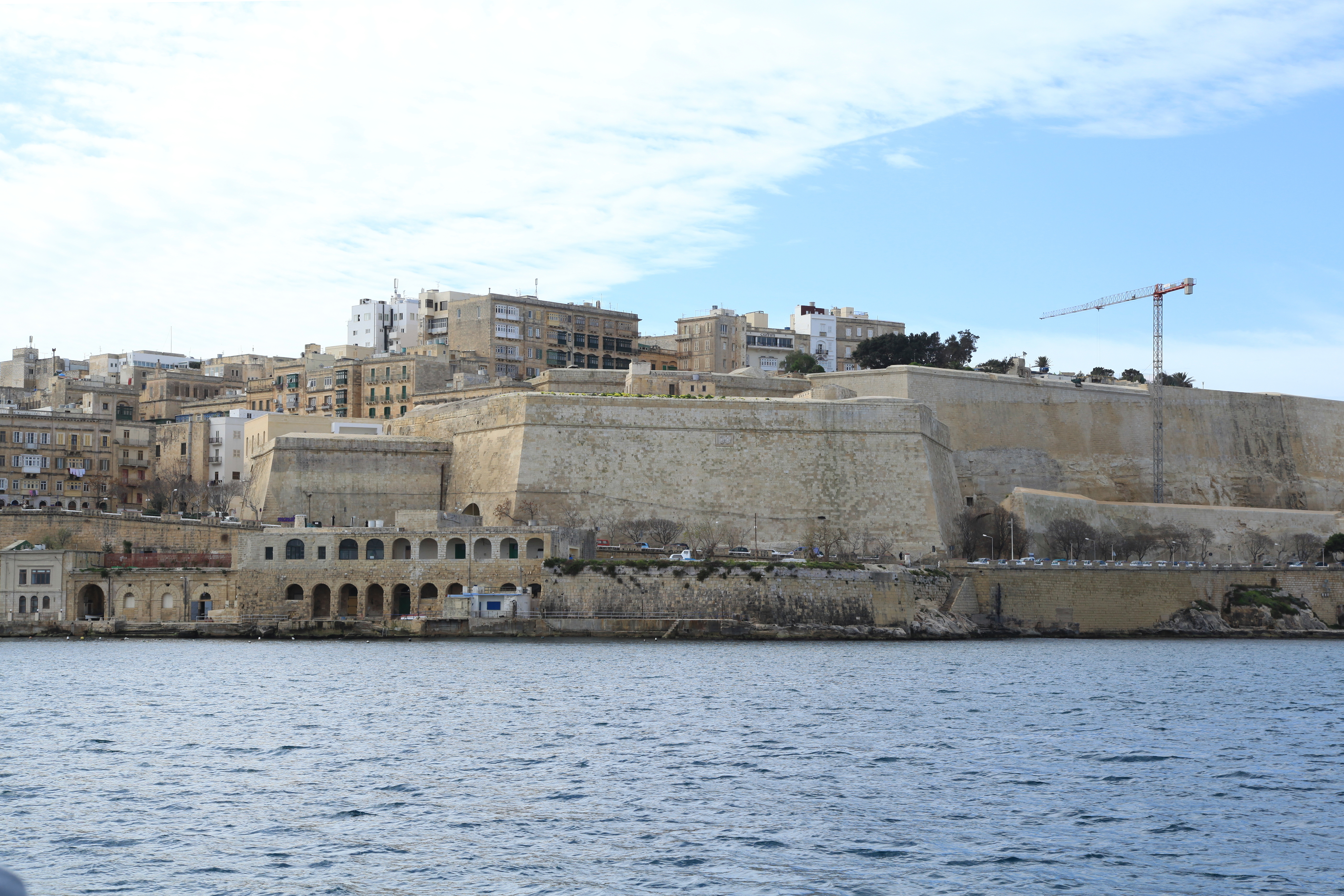
El bastión de San Andrés en La Valletta

En 1565, los otomanos atacaron de nuevo en el Gran Asedio de Malta. El fuerte San Telmo cayó después de una lucha feroz (en la que murió el general otomano Dragut Reis), pero los caballeros resistieron en Birgu y Senglea hasta que llegó una fuerza de socorro. Al final del sitio, la mayoría de las fortificaciones habían sido destruidas en los ataques, por lo que fueron reconstruidas. El Gran Maestre, Jean Parisot de Valette, decidió construir una nueva capital fortificada en la península de Sciberras. La primera piedra de la nueva ciudad fue colocada en 1566, y se llamó La Valeta. Las murallas de la ciudad, que se construyeron principalmente en las décadas de 1560 y 1570, permanecen prácticamente intactas hasta el día de hoy, e incluyen bastiones, revellines, contraguardias y un foso. El derruido Fuerte San Telmo fue reconstruido e integrado en las murallas de la ciudad. El área alrededor de San Telmo se reforzó varias veces más tarde en el siglo XVII, especialmente por la construcción del conocido como Recinto Carafa en 1687.

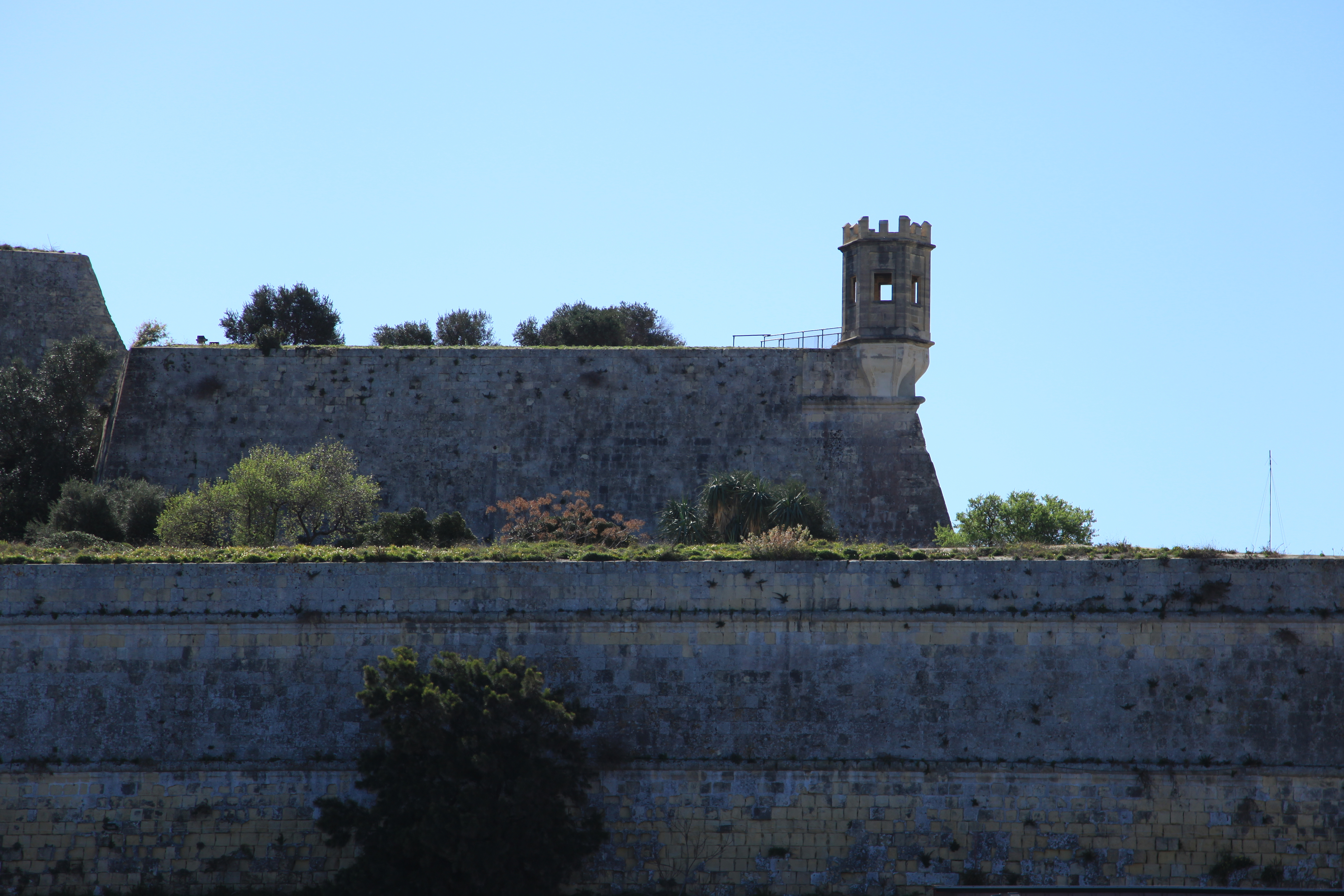
Bastión y contraguardia de San Salvador, parte de las Líneas Floriana

Con el desarrollo de nuevas tecnologías, en el siglo XVII se vio que, si bien las fortificaciones de La Valeta estaban bien diseñadas, no eran lo suficientemente resistentes como para resistir un fuerte ataque. Debido a esto se construyeron desde 1635 hasta la década de 1640 las Líneas de Floriana, que rodean el frente de tierra original de La Valeta. En el siglo XVIII, fue creciendo un suburbio entre las líneas de Floriana y el frente terrestre de La Valeta, que se conoció como Floriana, hoy en día una ciudad por derecho propio.
En 1638 comenzaron a construirse las líneas de Santa Margarita, rodeando los frentes terrestres de Birgu y Sengela. Las obras se suspendieron en 1645 debido a la falta de fondos, y permanecieron sin terminar por muchos años. Después de la caída de Candia en manos de los otomanos en 1669, se comenzó a construir una segunda línea de fortificaciones, las Líneas Cotonera, que rodeaban tanto a Birgu como a Senglea, así como a las líneas inacabadas de Santa Margarita. Comenzaron en 1670, pero las obras se detuvieron nuevamente en 1680 debido a la falta de fondos. Para entonces se había construido el recinto del bastión, aunque aún no se habían construido otras partes cruciales. Finalmente, se hizo un esfuerzo para completar las líneas Santa Margarita y Cotonera a principios del siglo XVIII, aunque algunos de las revellines planeados, cavaliers, fosos y otras fortificaciones nunca se construyeron. El Fuerte de San Salvador fue construido en uno de los bastiones de las Líneas Cotoneras  en 1724.
El Fuerte Ricasoli fue construido entre 1670 y 1698 dominando la zona oriental del Gran Puerto. Tiene una forma irregular que sigue la línea de costa, con bastiones, muros de cortina y revellines. El fuerte fue mejorado más tarde en el siglo XVIII. El Fuerte de San Ángel  también se modificó ampliamente en la década de 1690, cuando se actualizó con la construcción de varias baterías y otras defensas.

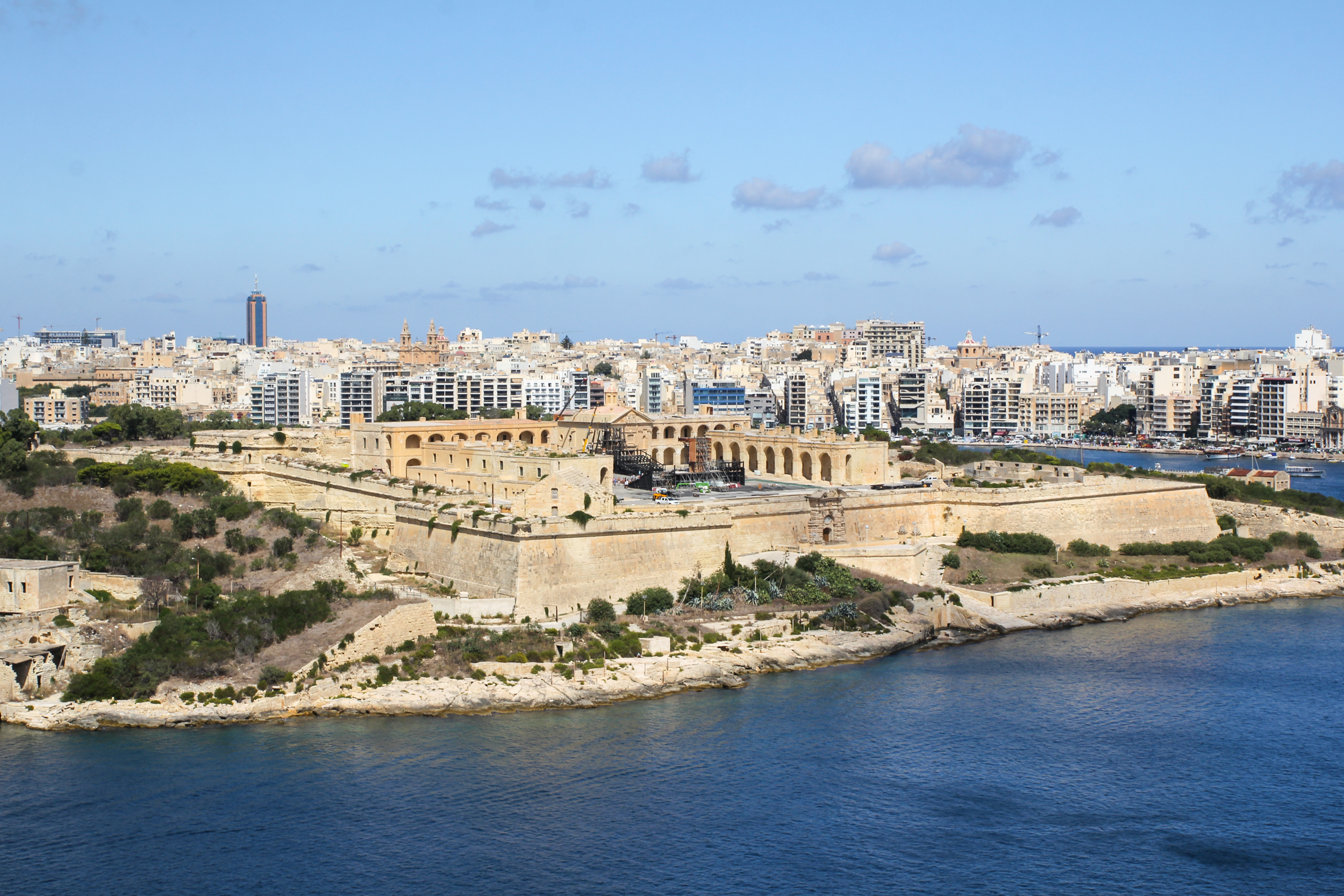
El Fuerte Manuel visto desde los bastiones de la Valeta

El Fuerte Manuel se construyó desde 1723 hasta 1733 en la isla Manuel en el puerto de Marsamxett, a fin de proteger el flanco occidental de La Valeta. El fuerte barroco tiene forma cuadrada, con cuatro bastiones en las esquinas. Fue el último fuerte importante con baluartes que se construyó en Malta. La última fortificación importante de la Orden en el área del puerto fue el Fuerte Tigné, construido en PuntaTigné  entre 1793 y 1795. Fue construido para proteger la entrada de Marsamxett, junto con el Fuerte San Telmo. La arquitectura de la fortaleza es muy diferente de las fortalezas anteriores de la Orden, y aunque es muy pequeña para los estándares del siglo XVIII, ha sido descrita como una de las fortificaciones más revolucionarias e influyentes de Malta, ya que es un ejemplo muy temprano de fortaleza poligonal. Los británicos construyeron muchos otros fuertes poligonales más tarde en el siglo XIX.

### Mdina y la Ciudadela

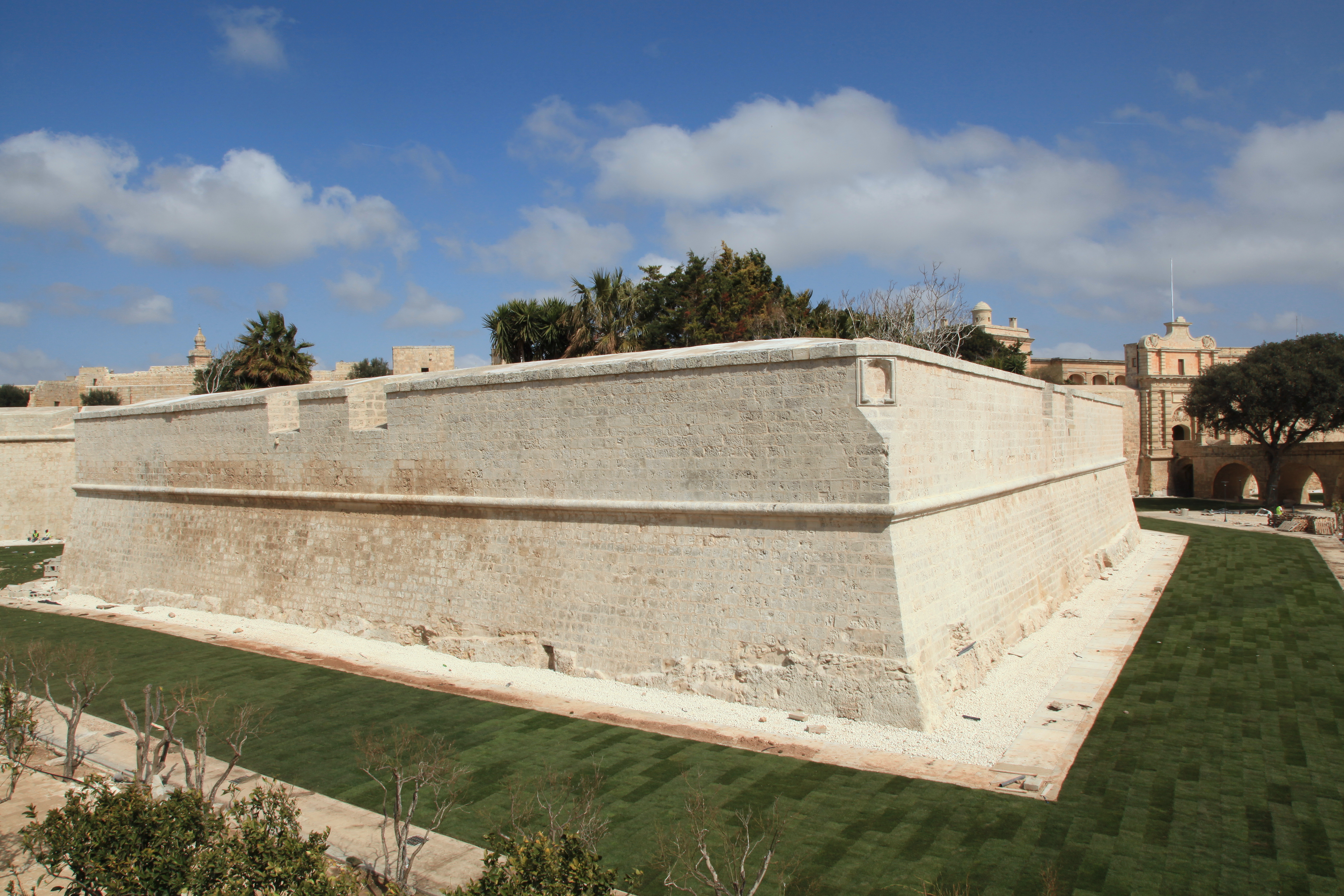
El baluarte Redin en Mdina

Aunque Mdina ya no era la capital, la Orden aún fortaleció las defensas de la ciudad y gradualmente mejoró sus muros medievales para convertirlos en una fortaleza resistente a la pólvora. En la década de 1540, durante la magistratura de Juan de Homedes y Coscón, se construyeron dos bastiones en las esquinas del frente terrestre de la ciudad. El central, el bastión Redin fue construido por el Gran Maestre Martin de Redin a mediados del siglo XVII. La ciudad sufrió daños durante el terremoto de Sicilia de 1693, y se realizaron reparaciones a lo largo del siglo XVIII. Durante la reconstrucción, la entrada de la ciudad fue reemplazada por una puerta más grande por el arquitecto Charles François de Mondion en 1724, y las últimas modificaciones se hicieron en 1746, cuando se completó el  bastión de Despuig. Hubo otros planes para fortificar la ciudad, pero estos no se implementaron ya que la Orden se enfocó en las fortificaciones en el área del puerto.
Las defensas de la Ciudadela de Gozo también fueron mejoradas por la Orden. En 1551, la ciudad fue devastada por una incursión otomana que tomó como esclavos a casi toda la población de Gozo. La entrada de la ciudad y los muros del sur fueron posteriormente reconstruidos por completo entre 1599 y 1622, aunque los muros del norte de la ciudad se conservaron en su forma medieval original. Las modificaciones de principios del siglo XVII incluyeron la construcción de bastiones, polvorines y una batería.

### Fortificaciones costeras

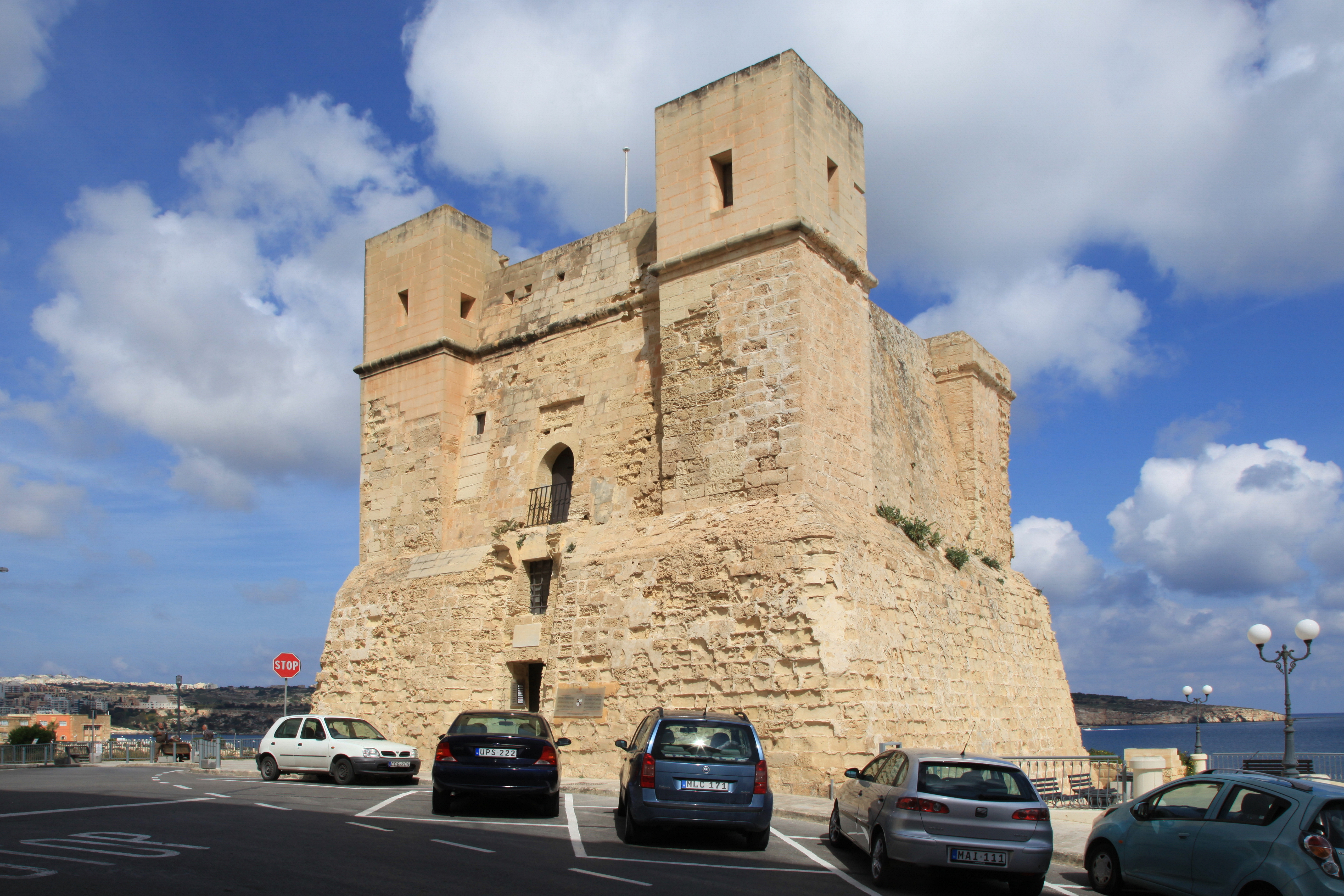
Torre Wignacourt en la bahía de San Pablo

A pesar de las importantes fortificaciones en el área del puerto, el resto de las islas permanecieron casi indefensas hasta el siglo XVII, y fueron propensas a ataques (como la invasión de Gozo de 1551). Esto cambió en 1605, cuando se construyó la Torre Garzes en Mġarr en la isla de Gozo. Esta atalaya ya no existe, ya que fue demolida por la administración británica en 1848.
En los años siguientes, se construyeron más torres alrededor de las islas. El primer grupo, las torres de Wignacourt, se construyeron entre 1610 y 1620. Se construyeron seis de ellas, y eran más que simples torres de vigilancia, ya que eran puntos fuertes significativos destinados a proteger contra el ataque a las zonas vulnerables de la costa. De las seis torres, una se derrumbó alrededor de 1715 y otra fue demolida en 1888. Las otras cuatro torres sobreviven hasta el día de hoy.

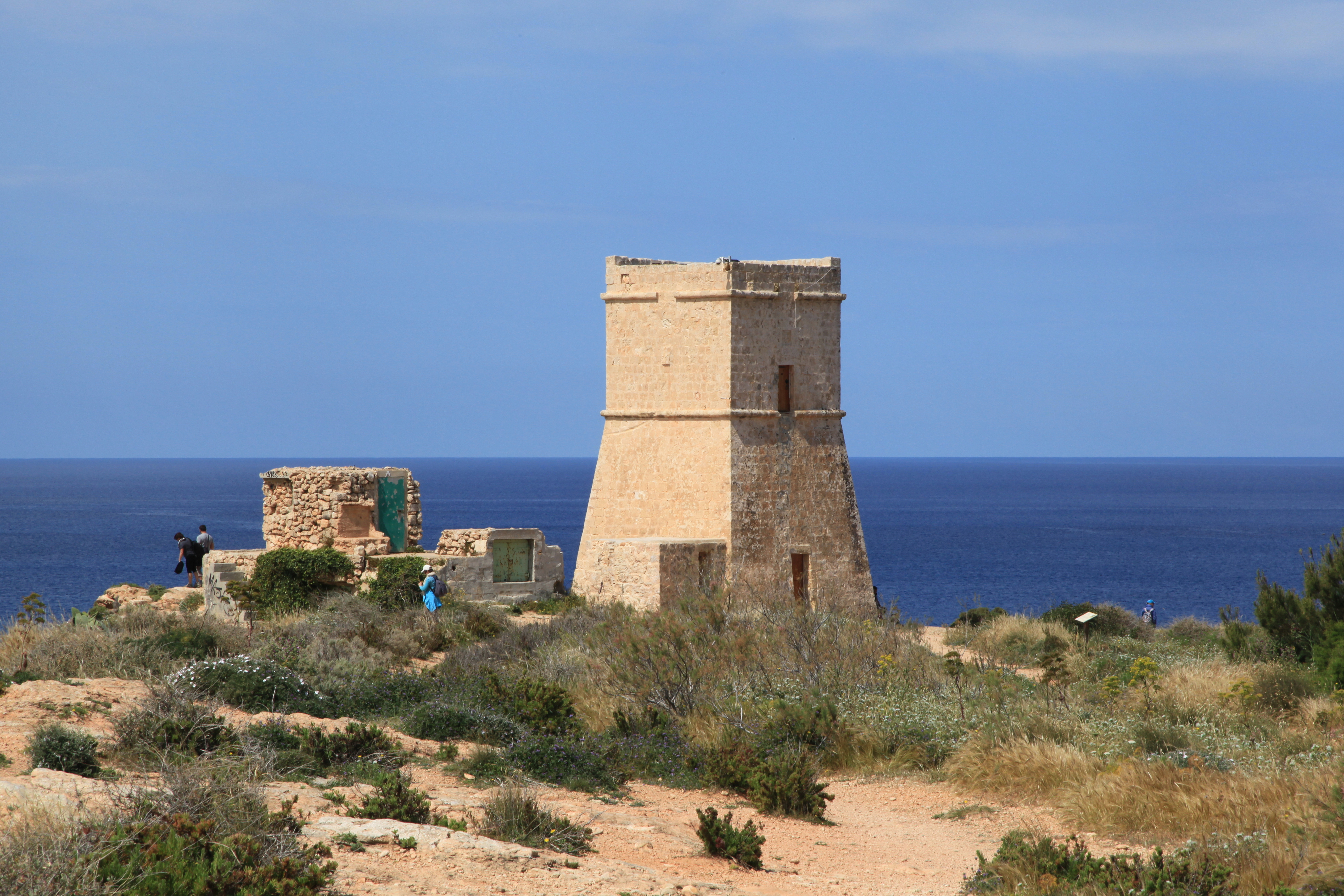
Torre Għajn Tuffieħa en Mġarr

Entre 1637 y 1638 se construyeron siete torres más. Estas eran mucho más pequeñas que las torres de Wignacourt, ya que se construyeron como torres de vigilancia y como enlaces de comunicación para advertir de un ataque a la base de la Orden en el Gran Puert . En 1647 se construyó en Mellieħa la torre de Santa Águeda. Esta fue una gran torre destinada a ser un fortín, y fue construida al estilo de las torres Wignacourt. Dos torres más se construyeron en Dwejra y Xlendi en Gozo en 1650 y 1652. Las diez torres construidas entre 1637 y 1652 se conocen colectivamente como las torres de Lascaris en honor al Gran Maestre que las construyó, y nueve de ellas sobreviven hasta el día de hoy.

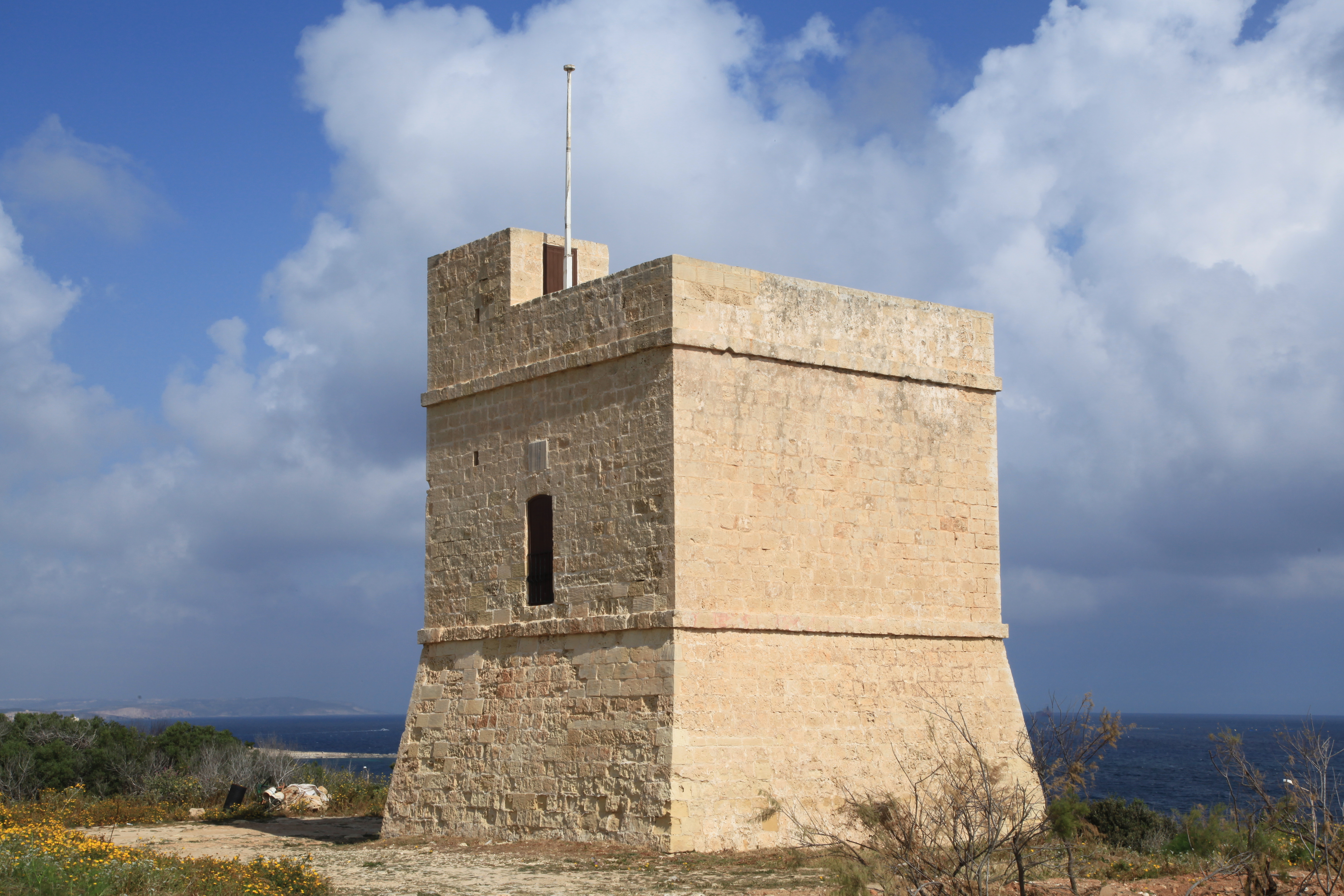
Torre Għallis en Naxxar

Otra serie de torres se construyó entre 1658 y 1659. Se construyeron catorce torres, que en conjunto se conocen como las torres De Redín. Se construyeron 13 torres en la parte continental de Malta con un diseño idéntico, de las cuales 8 sobreviven intactas, mientras que 2 están en ruinas. La decimocuarta torre, la Torre Mġarr ix-Xini, se construyó en Gozo en 1661 con un diseño ligeramente diferente.
La última torre de vigilancia costera que se construyó fue la Torre Sopu, que se construyó en Gozo en 1667. La torre casi se derrumbó, pero se reconstruyó a principios de la década de 2000 y ahora está en buenas condiciones

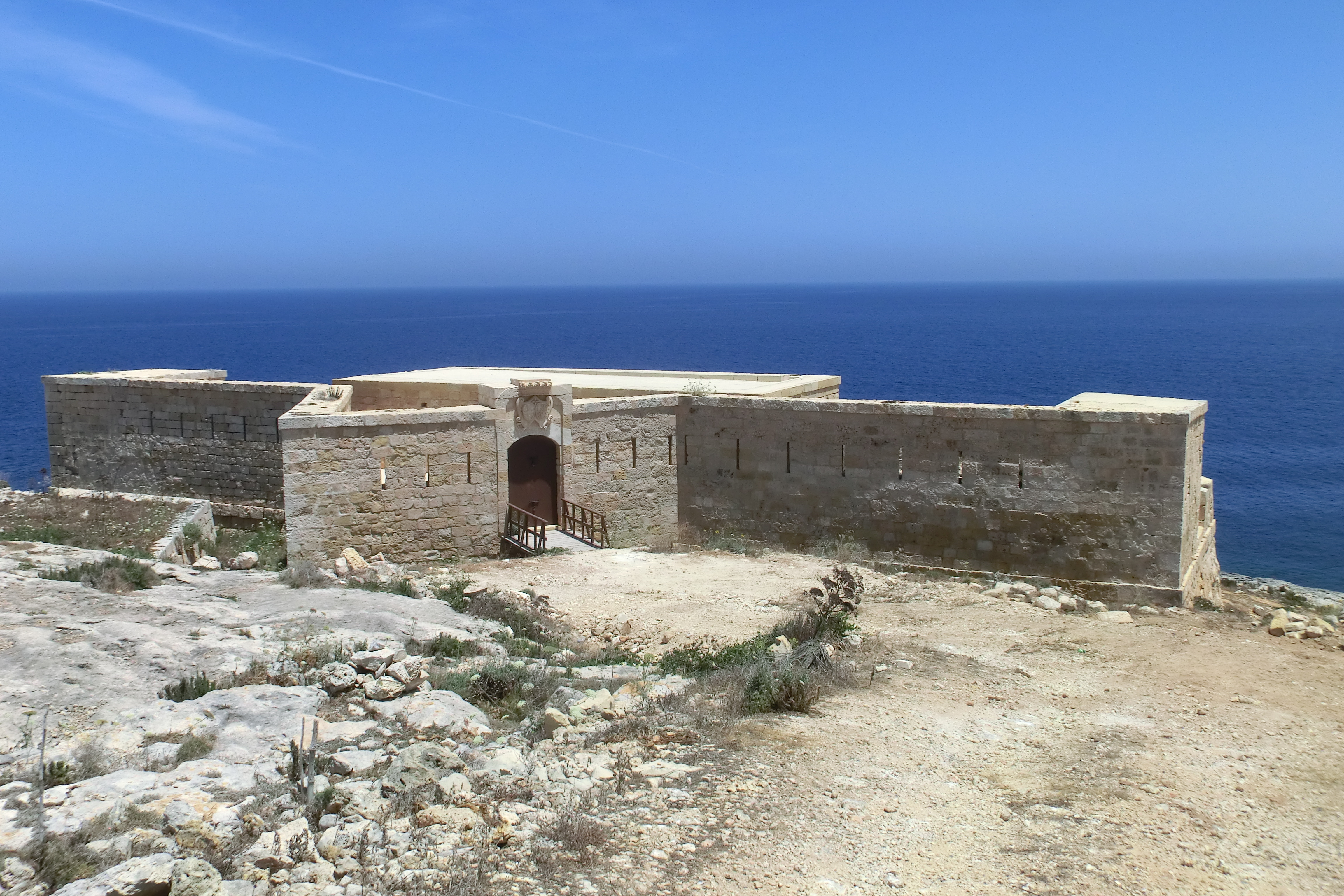
La batería de San Antonio en Qala

Desde 1714 en adelante, alrededor de 52 baterías y reductos fueron construidos alrededor de las costas de Malta y Gozo. Algunas de las baterías se construyeron alrededor de las torres de vigilancia costeras existentes, como Qawra y las Torres Aħrax. La mayoría de las baterías fueron destruidas a lo largo de los años o están en ruinas, pero algunas están más o menos intactas, entre ellas las baterías de Mistra, Vendôme, Ferretti, San Antonio, Qolla l-Bajda y Santa María. Algunos reductos sobreviven, como los de Briconet, Ximenes y San Jorge. También se construyeron varios atrincheramientos entre los años 1720 y 1760, tanto alrededor de la costa como a lo largo de algunas posiciones interiores. Los restos de unos pocos aun sobreviven hoy en día, como el atrincheramiento Naxxar y el Louvier.
El Fuerte Chambray se construyó desde 1749 hasta la década de 1760 en la isla de Gozo. Se pretendía que fuera una nueva ciudad fortificada como La Valeta y para que reemplazara a la Ciudadela como la capital de la isla. Esto no tuvo éxito y, finalmente, solo se construyó el fuerte. Fue utilizado durante la ocupación francesa de 1798, pero su importancia fue disminuyendo. Fue convertido en hospital en el siglo XIX. En la década de 1990 comenzó a reconstruirse el interior de la fortaleza, pero los bastiones exteriores y algunos barracones permanecen intactos.
Entre 1793 y 1795, la Torre de Santa Lucía y su batería se reforzaron con un foso y un recinto similar a un atrincheramiento, y el complejo pasó a llamarse Fuerte Rohan después del mandato del Gran Maestre Emmanuel de Rohan-Polduc. La mayoría de las fortificaciones, con la excepción de la torre en sí, fueron desmanteladas y reconstruidas por los británicos más tarde en el siglo XIX y el nombre de Fuerte Rohan cayó en desuso.
Aparte de las fortificaciones de los caballeros, a lo largo de los años varias personas o familias construyeron sus propias fortificaciones. Estas eran principalmente residencias fortificadas o torres de vigilancia privadas. Un ejemplo notable de supervivencia es la Torre Mamo, construida en 1657 en Marsaskala.

## Ocupación francesa (1798–1800)

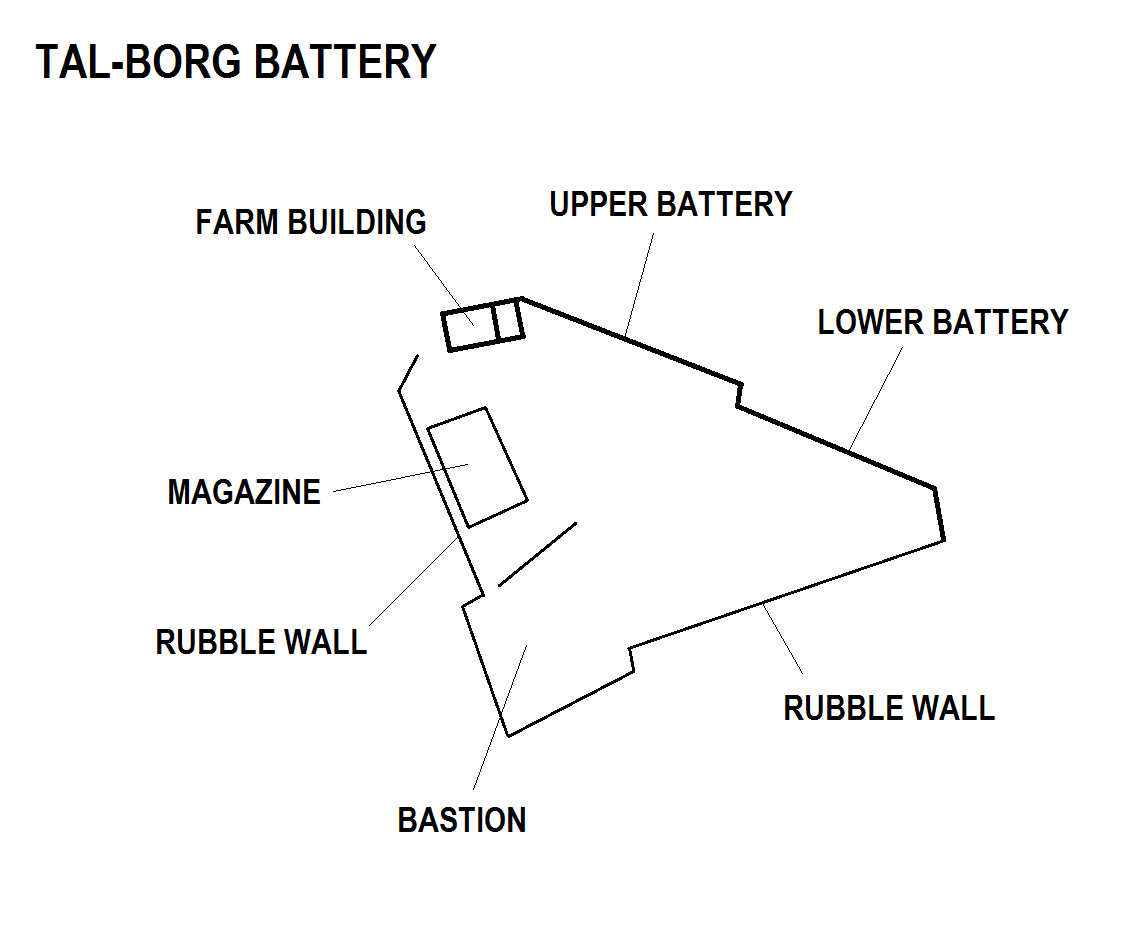
Mapa de la batería Tal-Borg, una de las baterías construidas por los insurgentes malteses

Los franceses desalojaron a la Orden de Malta durante la campaña mediterránea de 1798, y la Orden se rindió después de un par de días. Los malteses, aunque inicialmente dieron la bienvenida a los ocupantes franceses, se rebelaron después de un par de meses debido a una serie de reformas y al saqueo de iglesias. Los insurgentes tomaron el control de Gozo, que se independizó brevemente, así como Mdina y las ciudades y aldeas de la isla principal, dejando a los franceses bloqueados en la zona del puerto bien defendida.
Los insurgentes malteses, ayudados por los británicos, construyeron apresuradamente varias fortificaciones destinadas principalmente a repeler un posible contraataque francés, y al mismo tiempo también a bombardear las posiciones francesas en el área del puerto. Los insurgentes tenían varios campamentos, y los hombres en estos grupos eran responsables de una serie de baterías, reductos y atrincheramientos en las cercanías. Las baterías más importantes fueron las baterías Corradino, la batería Għargħar, la batería Tal-Borg y la batería Tas-Samra.
Las fortificaciones rodeaban toda el área del puerto, extendiéndose desde Sliema hasta Kalkara. El diseño de las baterías se basó en las baterías costeras y los atrincheramientos construidos por la Orden en el siglo XVIII, mientras que la mayoría de los atrincheramientos consistían en largos tramos de paredes de escombros. Estaban armados con armas tomadas de fortificaciones costeras como la Torre de Santa María. La utilidad de las fortificaciones se probó en 1799 cuando un contraataque francés del Fuerte Manuel fue repelido por las baterías insurgentes.
Ninguna de estas fortificaciones sobrevive intacta, aunque todavía se pueden ver algunos edificios preexistentes que se usaron como blocaos. La batería San Roque, una de las fortificaciones de los insurgentes, fue el lugar donde se construyó el Fuerte San Roque más tarde a fines del siglo XIX.

## Fortificaciones británicas (1800–1979)

### sigloXIXy principios delXX.

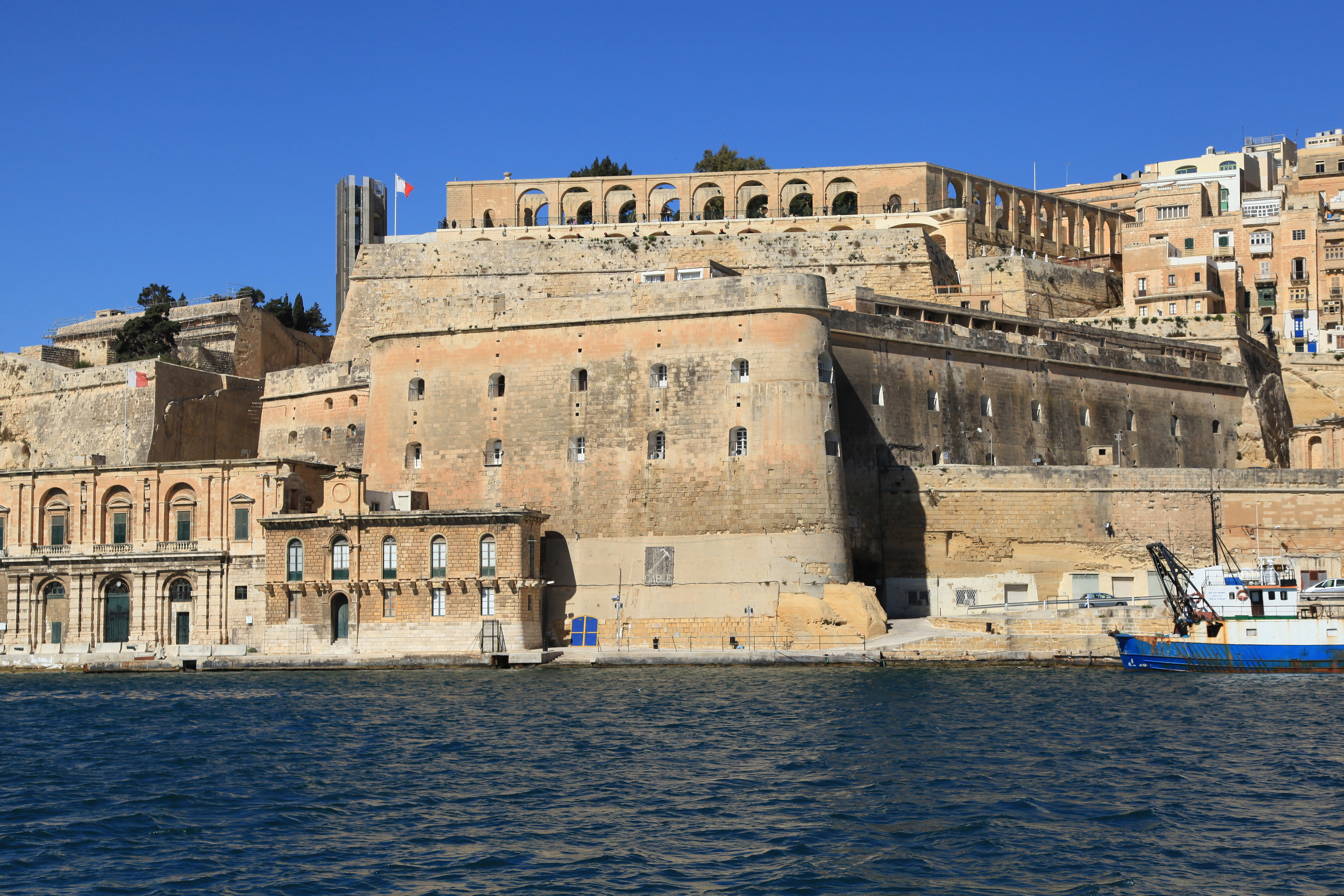
Batería Lascaris en la Valeta

Los británicos tomaron las islas maltesas como protectorado en 1800, y más tarde como colonia en 1813. Inicialmente utilizaron las fortificaciones hospitalarias sin ninguna alteración. Bajo la teoría militar de la época, la Flota Mediterránea de la Marina Real fue considerada como la protección más confiable contra la invasión, y de hecho el Comisionado Civil Británico, Henry Pigot, quiso demoler la mayoría de las fortificaciones de La Valeta en 1801, aunque esto nunca se hizo. Durante el período británico, las diversas fortalezas de la Orden fueron rearmadas, reajustadas y modificadas varias veces para mantenerse al día con la última tecnología militar.
En la década de 1850, los británicos construyeron el Fuerte Verdala y San Clemente en la zona de Cotonera, mientras que en La Valeta se construyó la Batería Lascaris. Más tarde, en el siglo XIX, partes de las líneas Cotonera, de las líneas Santa Margarita y las fortificaciones de Senglea fueron demolidas para dar paso a la ampliación del astillero de Malta. A lo largo de los siglos XIX y XX, los británicos construyeron cuarteles en varias partes de la isla, como Tigné Point y Pembroke.
En 1866, el coronel William Jervois elaboró un informe titulado "Memorándum con referencia a las mejoras a las defensas de Malta y Gibraltar, que se hace necesario por la introducción de los barcos de hierro y poderosas armas", en el que dio a Malta (junto con Gibraltar, Halifax y Bermudas) el estado de una "fortaleza imperial". Poco después comenzó un programa para mejorar las fortificaciones de Malta, y se construyeron varios fuertes poligonales y nuevas baterías, entre ellas la batería Sliema Point  (1872), el fuerte San Roque (1872–73) y el fuerte Leonardo (1875–78).
Desde 1871 hasta 1880 se construyeron las líneas Corradino en las Alturas Corradino. El trazado en forma de V y el foso estaban destinados a proteger el astillero y el puerto de los ataques terrestres. Fueron abandonados a principios de 1900 debido a los avances en la tecnología, aunque una vez más tuvieron algún uso en la Segunda Guerra Mundial.

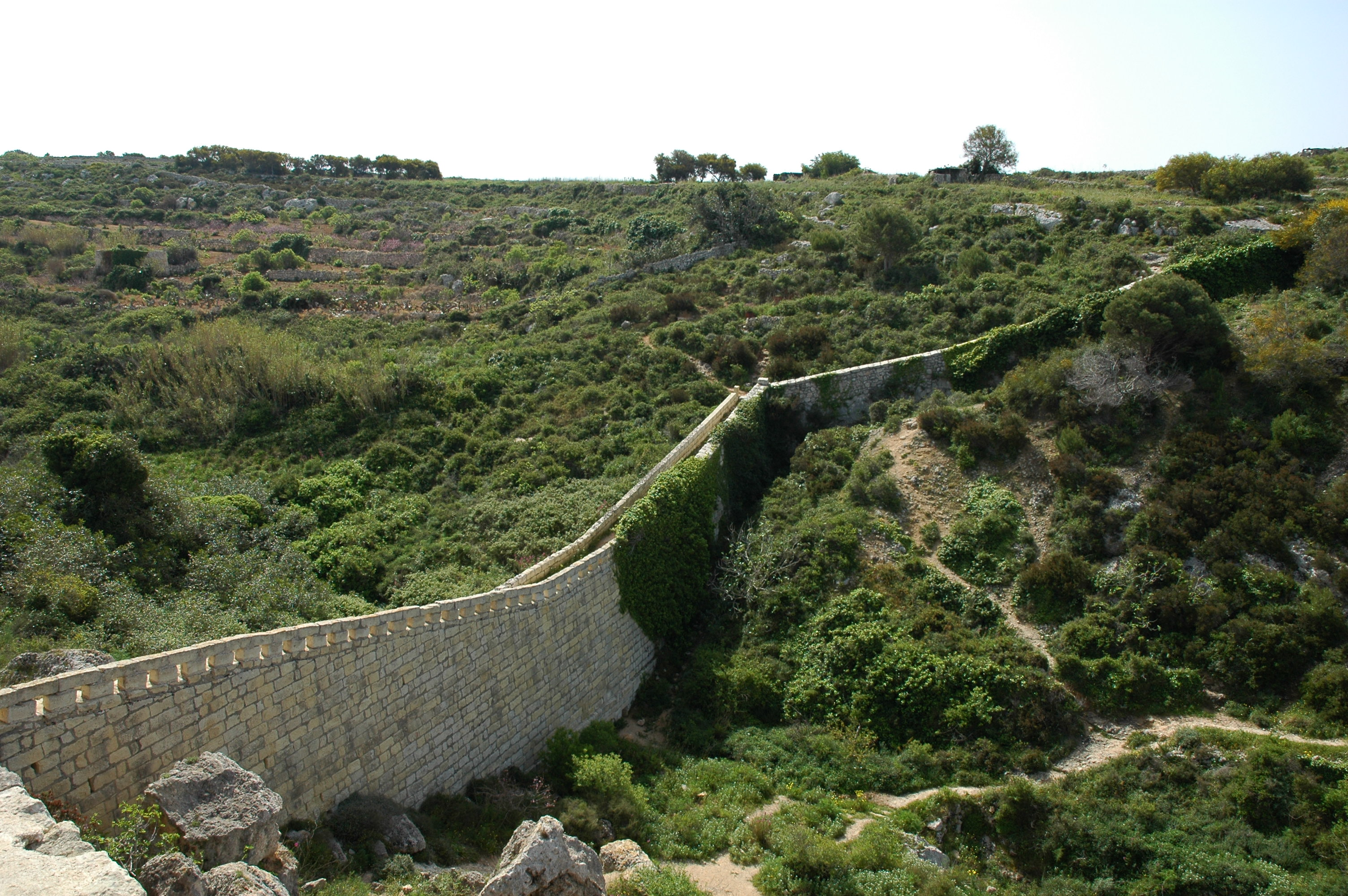
Líneas de Victoria en el límite entre Mġarr y Rabat

A partir de 1875 se construyeron a lo largo de la parte norte de Malta las Líneas Victoria, originalmente conocidas como el Frente Noroeste, separando esa parte del sur más poblado. El sistema de defensas consistía en una línea de fortificaciones flanqueadas por torres defensivas, junto con atrincheramientos y emplazamientos de armas. Se planearon varias baterías de artillería, pero solo se construyeron realmente las baterías San Giovanni y la batería Tarġa. También fueron construidas tres fortalezas a lo largo de las líneas: Fuerte Bingemma, Fuerte Madalena y Fuerte Mosta. Las líneas se completaron en 1899, pero en 1900 se demostró que tenían un dudoso valor defensivo, y todo el sistema fue clausurado en 1907, con la excepción de las torres costeras. Hoy en día, partes de las líneas se han derrumbado, pero otras partes, incluidas las tres fortalezas, aun sobreviven. Otro fuerte, Fuerte Pembroke, fue construido entre 1875 y 1878 para cubrir la brecha entre las Líneas Victoria y el área del puerto.
Los británicos también construyeron una serie de fortalezas para proteger el puerto de Marsaxlokk. Son: el fuerte San Luciano (1874–78), fuerte Delimara (1876–88), fuerte Tas-Silġ (1879–83). La batería San Pablo y la batería Zonqor se construyeron en 1881 y 1882 en Marsaxlokk y Marsaskala respectivamente 

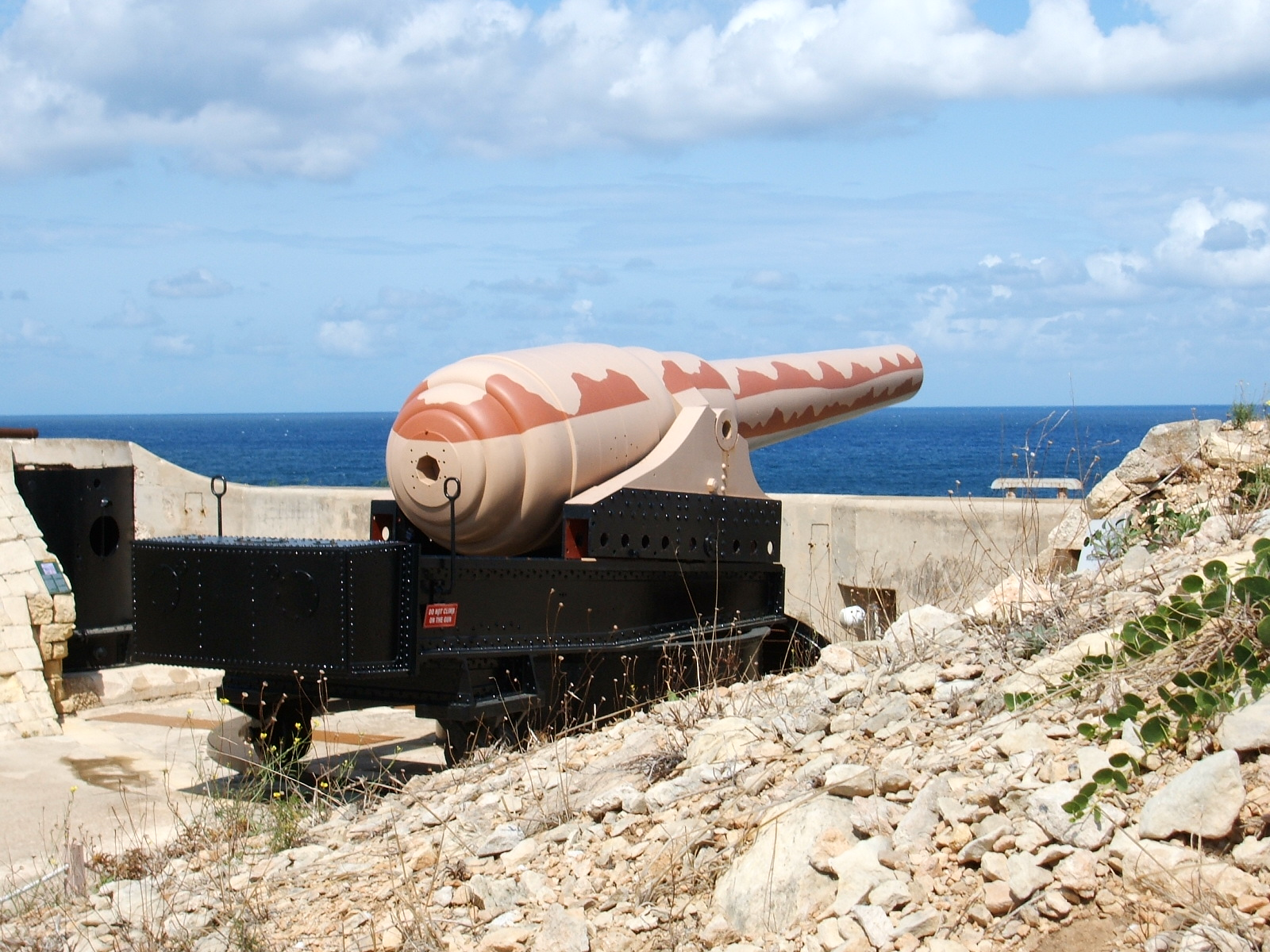
Cañón de 100 toneladas en la Batería Rinella

Tras el armado de los acorazados italianos Duilioy Dandolo con cañones de 100 toneladas, los británicos temían un ataque italiano a Malta, ya que los barcos podían disparar a las baterías de Malta, destruyéndolas una tras otra, mientras se mantenían fuera del alcance de sus cañones. Para evitar esto, los británicos solicitaron que se construyeran cuatro cañones de 100 toneladas. Dos de estos se instalaron en Malta, y se construyeron las baterías Cambridge y Rinella específicamente para albergar estas armas. La construcción de las baterías comenzó en 1878 y se completaron en 1886. El arma albergada en Rinella todavía existe.
Desde 1888 hasta 1910, se construyeron una nueva serie de fortificaciones para albergar armas de retrocarga. Fueron la batería de la Gracia, la batería Spinola, la batería Jardín, la batería Wolseley, la batería Pembroke y el fuerte Benghisa. Este último fue el último fuerte poligonal que se construyó en Malta.

### Las guerras mundiales y sus consecuencias

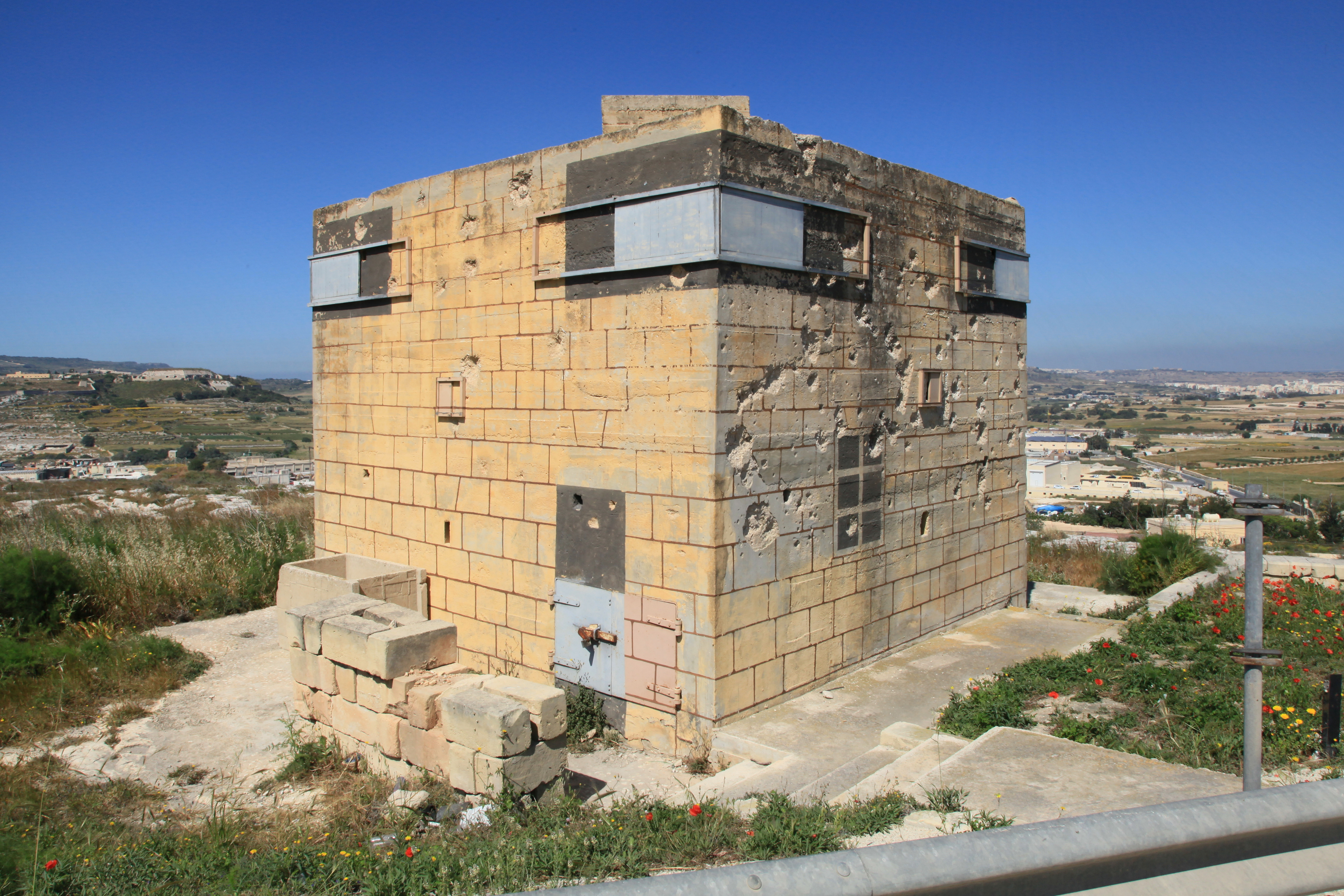
El Reserve Post R15, un fortín de la Segunda Guerra Mundial en Naxxar

Después de principios del siglo XX, se construyeron pocas fortificaciones en Malta. Sin embargo, en la Primera Guerra Mundial se comenzaron a construir nuevas instalaciones militares como aeródromos, cuando se construyeron la base de hidroaviones de RAF Kalafrana y el aeródromo de Marsa. Se construyeron más aeródromos en el período de entreguerras y en la Segunda Guerra Mundial, como los de Hal Far, Ta Kali, Luqa, Safi, Krendi y Ta 'Lambert Airfield.
Desde la crisis Abisinia de 1935 en adelante, los británicos construyeron muchos fortines en Malta para defenderse en caso de una invasión italiana. Muchos otros fueron construidos durante la Segunda Guerra Mundial. Todavía existen muchos fortines, especialmente en la parte noreste de la isla. Algunos de ellos han sido restaurados y han sido cuidados, pero muchos otros fueron demolidos. Algunos fortines todavía están siendo destruidos ya que no se considera que tengan ningún valor arquitectónico o histórico.

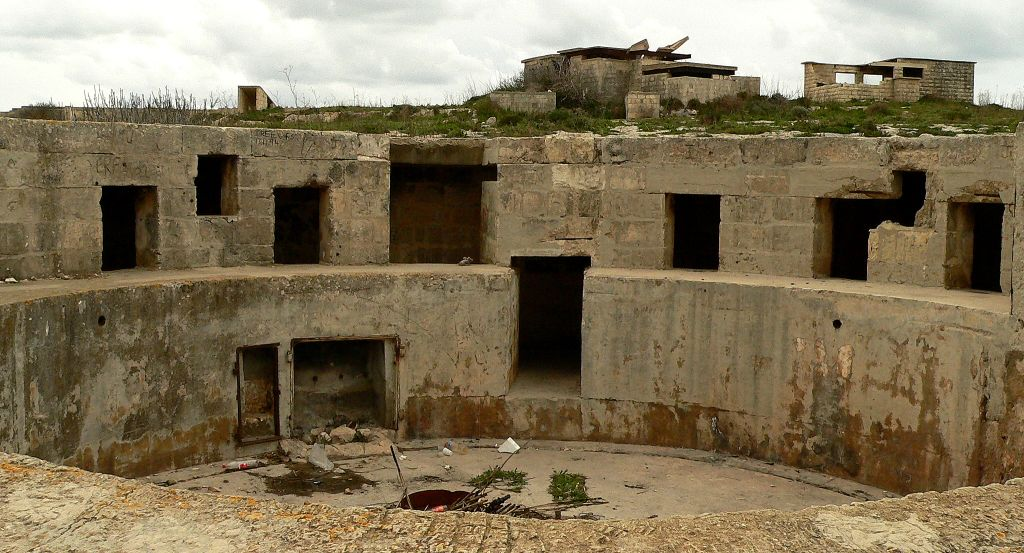
Ruinas del fuerte Campbell en Mellieħa

El último fuerte que se construyó en Malta fue el fuerte Campbell, que se construyó cerca de Mellieħa entre fines de 1937 y 1938. El diseño del fuerte es completamente diferente de las fortificaciones anteriores en Malta, ya que fue diseñado para contrarrestar la nueva amenaza del bombardeo aéreo. Tenía un plano irregular y su perímetro estaba protegido por puestos de ametralladoras y algunas troneras para rifle. Los edificios en el interior estaban dispersos para no crear una concentración de edificios. El fuerte todavía existe, aunque está en gran parte en ruinas.
Durante la Segunda Guerra Mundial se construyeron en La Valeta las dependencias de Guerra Lascaris para servir como cuartel general de guerra para la defensa de Malta. Más tarde fueron utilizadas como sede de la invasión aliada de Sicilia. También fueron excavados en la roca caliza de las islas  muchos refugios antiaéreos a lo largo de la guerra, ya fuese por el gobierno o por individuos o familias, para proteger a la población civil de Malta del bombardeo aéreo italiano o alemán. Muchos de los refugios todavía existen, y algunos están abiertos al público.
También se construyeron a lo largo de la guerra muchas baterías antiaéreas, posiciones de armas y estaciones de radar.
Muchas de las fortificaciones se desmantelaron entre los años cincuenta y setenta. Algunas se dejaron abandonadas, mientras que otras se usaron para otros propósitos, como residencias privadas, restaurantes, comisarías de policía o granjas. Algunos cuarteles, como los de Mtarfa y Pembroke, se han convertido en urbanizaciones.
Las Fuerzas Armadas de Malta siguen utilizando varias fortalezas y edificios militares históricos, como el cuartel de Luqa, el fuerte Madalena y el fuerte Mosta.

## Época actual

### Conservación y restauración

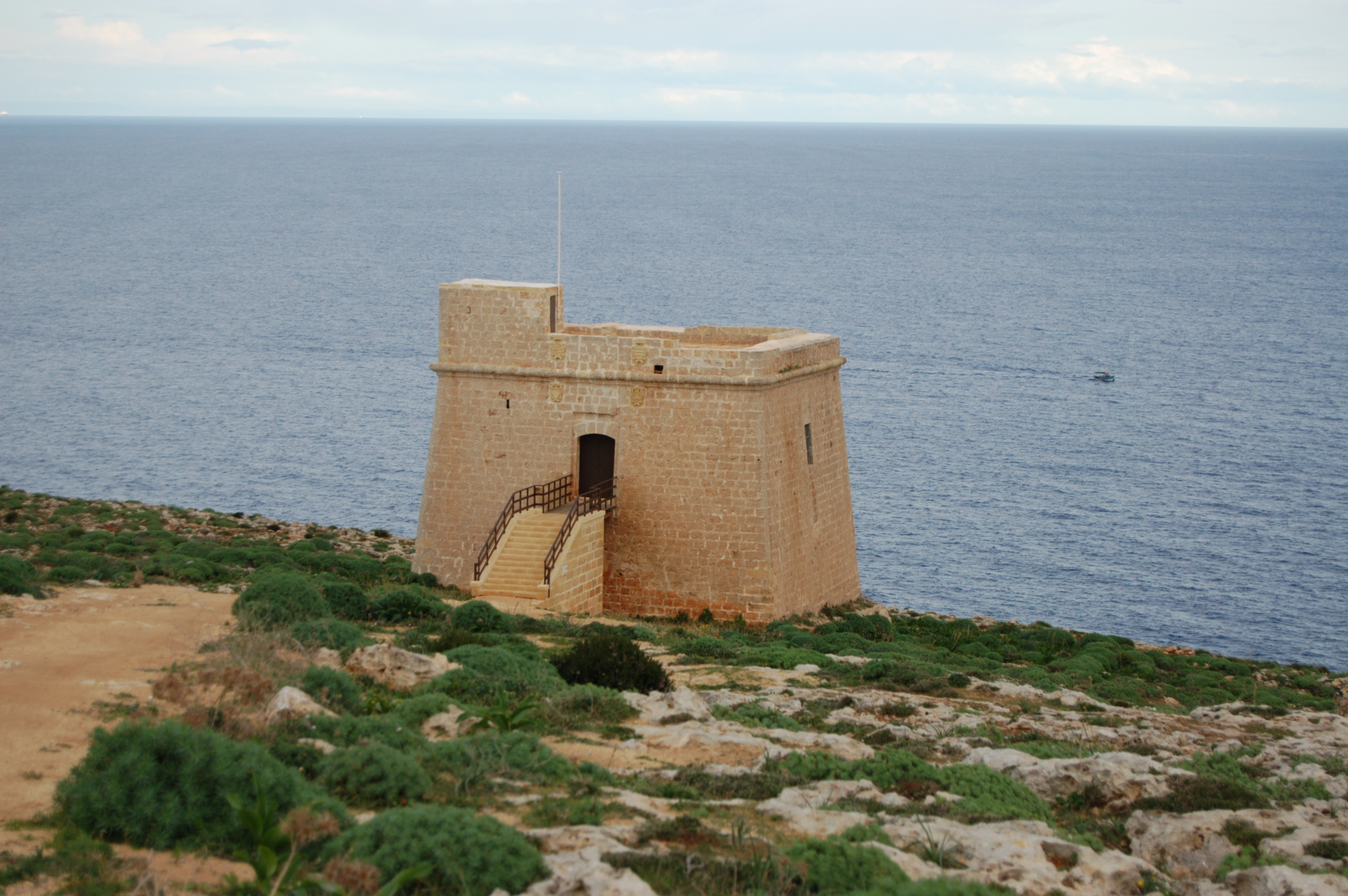
La Torre Sopu restaurada en 2006. Antes de la restauración, casi se había derrumbado.

Hoy en día, el valor arquitectónico e histórico de las fortificaciones de Malta es ampliamente reconocido, y muchas también sirven como atracciones turísticas. Todas las fortificaciones se incluyeron en la Lista de antigüedades de 1925, y prácticamente todas las fortificaciones hospitalarias supervivientes figuran ahora en el Inventario Nacional de los Bienes Culturales de las Islas Maltesas, el registro nacional de patrimonio de Malta. La ciudad fortificada de La Valeta ha sido declarada Patrimonio de la Humanidad por la UNESCO desde 1980. Las otras fortificaciones situadas alrededor de la zona portuaria de Malta, las ciudades fortificadas de Mdina y la Ciudadela, así como las Líneas de Victoria, figuran en la lista provisional de Sitios del Patrimonio Mundial desde 1998.
A partir de la década de 1970, algunas de las fortificaciones, especialmente las que fueron abandonadas, se deterioraron y, a menudo, fueron destrozadas. Sin embargo, desde principios del siglo XXI, se han restaurado o se están restaurando varias fortificaciones.
El National Trust de Malta, ( Din l-Art Ħelwa ), fue responsable de la restauración de varias fortificaciones costeras hospitalarias desde la década de 1970 en adelante. Las torres y baterías restauradas por el Din l-Art Ħelwa incluyen: la torre Wignacourt (1975–76 y 2003), la torre Mamo (1994–95), la torre Għallis  (1995), la batería Santa María (1996–97 y 2003–04), la torre Dwejra (1997), la torre San Marcos (1997–98), la torre Santa Águeda  (1999–2001), la torre Santa María (2002 y 2005) y la torre Sopu (2004). El Din l-Art Ħelwa está restaurando la batería San Antonio y la torre Xlendi
La Fundación Wirt Artna también restauró varias fortificaciones maltesas, entre ellas la batería Saludo y la batería Rinella. Actualmente se está restaurando la batería Mistra.
A partir de 2001, MIDI plc comenzó la restauración de Fort Manoel como parte de su proyecto Isla Manoel. La restauración incluyó la reconstrucción de la Capilla de San Antonio de Padua, que había sido bombardeada en la Segunda Guerra Mundial. En 2008, MIDI también restauró Fort Tigné como parte de su desarrollo de Tigné Point. La Batería Jardín del siglo XIX, que se creía destruida en la Segunda Guerra Mundial, fue redescubierta durante el proyecto de Tigné Point, y MIDI decidió restaurarla también.
Los primeros planes para restaurar las fortificaciones de La Valeta, Birgu, Mdina y Ciudadela se hicieron en 2006.
En 2008, la restauración empezó en Mdina, Birgu y Ciudadela .  En Mdina, algunos de los bastiones habían comenzado a desintegrarse en sus paredes de arcilla, y se insertaron varillas de acero en las paredes para reforzarlas. A lo largo del curso de la restauración se han encontrado varios restos arqueológicos, incluidos restos de las murallas púnico-romanas y medievales de Mdina, un bastión y una caponera en Birgu, la entrada original de la Ciudadela y otros restos arqueológicos.
En La Valeta, la restauración comenzó en 2010, y el proyecto se describió como "el más grande en un siglo." Los ocupantes ilegales fueron desalojados de las tierras públicas de alrededor de las fortificaciones. La restauración de la parte superior del Fuerte San Telmo se completó en 2015. La Capilla de la Santa Roca en el contraguardia de San Miguel, que fue bombardeada en la Segunda Guerra Mundial, fue reconstruida en 2014 como parte de la restauración.
Parte de las fortificaciones de Senglea comenzaron a restaurarse en 2015.

### Centro de Interpretación de las fortificaciones

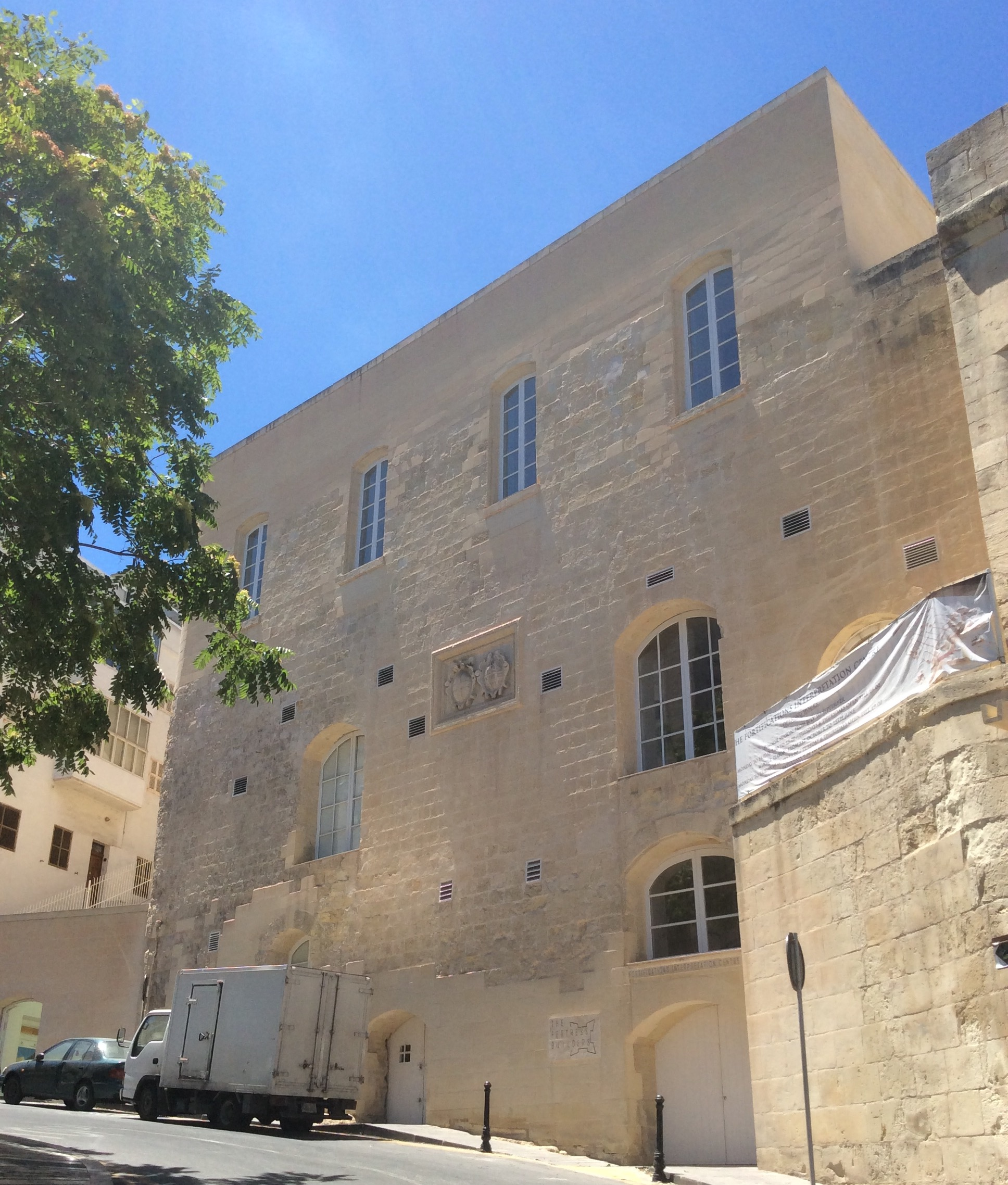
El Centro de Interpretación de las Fortificaciones

El Centro de Interpretación de las Fortificaciones (FIC) es una institución pública dedicada a la información y exhibición de la arquitectura militar de Malta. Está ubicado en un edificio contiguo al Bastión de San Andrés, que forma parte de las murallas de la ciudad de La Valeta. El edificio fue originalmente un almacén de artillería a prueba de bombas y una escuela de artillería que se construyó en algún momento durante el reinado de Hugues Loubenx de Verdalle a finales del siglo XVI. El piso superior fue destruido en la Segunda Guerra Mundial y el resto del edificio se usó posteriormente como sala de exámenes. El edificio se restauró y el piso superior se reconstruyó en un proyecto cofinanciado por el Fondo Europeo de Desarrollo Regional, y el FIC se inauguró el 16 de febrero de 2013.
El FIC incluye guías de información sobre las fortificaciones de Malta, se remonta a las primeras fortificaciones en Borġ in-Nadur y se centra especialmente en las construidas por la Orden y los británicos. Contiene modelos de fortalezas maltesas, así como paneles informativos que describen fortificaciones en todo el mundo, poniendo así las fortificaciones de Malta en contexto.

## Heráldica

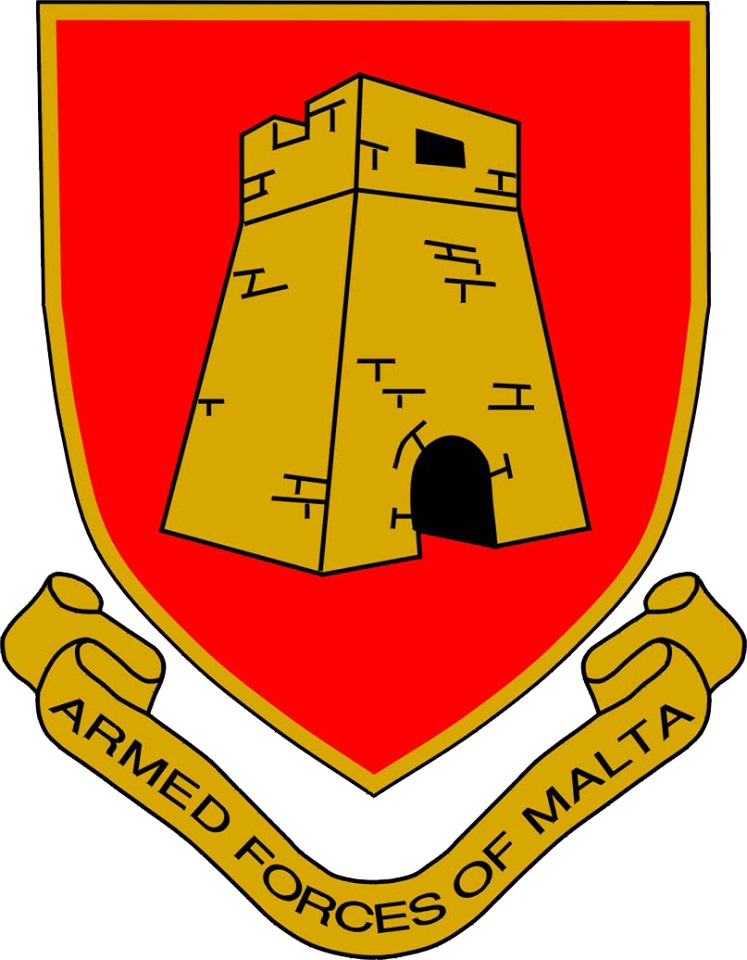
Una torre de De Redin en el escudo de armas de las Fuerzas Armadas de Malta

Las fortificaciones de Malta están presentes varias veces en la heráldica de las islas. El escudo de armas de Malta contiene una corona mural en oro con un puerto de salida y ocho torretas (cinco de las cuales son visibles), que representa las fortificaciones, así como el estado de Malta como ciudad-estado. Los escudos de armas de las cinco regiones de Malta tienen una corona similar pero con cinco torretas, todas visibles. Una corona mural con cuatro torretas visibles se puede ver en los escudos de armas de La Valeta, Mdina y Birgu, que indican su condición de capital o antiguas capitales. Otra versión con cuatro torretas (tres visibles) se puede ver en los escudos de armas de Cospicua, Senglea, Qormi, Siġġiewi, Żabbar, Żebbuġ, Żejtun y Victoria, que indican el estatus de una ciudad.
El escudo de armas de Xgħajra presenta una representación heráldica de la Torre de Santa María de la Gracia y una torre de Wignacourt ahora demolida. Además, las torres De Redin aparecen en los escudos de armas de las Fuerzas Armadas de Malta (así como su Ala Aérea), la Bolsa de Valores de Malta y la ciudad de Pembroke. El escudo de armas de Mtarfa cuenta con una representación de los cuarteles de Mtarfa, que refleja el papel del ejército británico en la fundación de la ciudad.

## Lecturas relacionadas
- Hughes, Quentin (1969). Fortaleza: Arquitectura e Historia Militar en Malta. Hughes, Quentin (1969). Fortress: Architecture and Military History in Malta. ISBN 9789993210146. .
- Hughes, Quentin (1993). Malta: Una Guía a la Fortificación. Hughes, Quentin (1993). Malta: A Guide to the Fortification. Malta: Said International. ISBN 9789990943078.: Said Internacional.  .
- Sammut Tagliaferro, Un. (1993). Sammut Tagliaferro, A. (1993). The Coastal Fortifications of Gozo and Comino. Malta: Midsea Books Limited. ISBN 9789990993400. : Midsea los libros Limitaron.  .
- Spiteri, Stephen C. (1994). Fortalezas de la Cruz: Hospitaller Arquitectura Militar (1136@–1798). Servicios de Interpretación del patrimonio. Spiteri, Stephen C. (1994). Fortresses of the Cross: Hospitaller Military Architecture (1136–1798). Heritage Interpretation Services. ISBN 9789990996531. .
- Spiteri, Stephen C. (1996). Spiteri, Stephen C. (1996). British Military Architecture in Malta. Malta: Stephen C. Spiteri. ISBN 9789990968187. Malta: Stephen C. Spiteri.  .
- Spiteri, Stephen C. (1999). El Fougasse, El Mortero de Piedra de Malta. Spiteri, Stephen C. (1999). The Fougasse, The Stone Mortar of Malta. ISBN 9789990968996. .
- Spiteri, Stephen C. (2001). Spiteri, Stephen C. (2001). Fortresses of the Knights. Malta: Book Distributors Limited. ISBN 9789990972061. : Distribuidores de Libro Limitaron.  .
- Castillo, Dennis Angelo (2006). El maltés Cross: Una Historia Estratégica de Malta. Greenwood Grupo editorial. Castillo, Dennis Angelo (2006). The Maltese Cross: A Strategic History of Malta. Greenwood Publishing Group. ISBN 9780313323294. .
- Spiteri, Stephen C. (2008). Spiteri, Stephen C. (2008). The Art of Fortress Building in Hospitaller Malta. Malta: Book Distributors Limited. ISBN 9789995720063. Malta: Distribuidores de Libro Limitaron.  .
- De Lucca, Denis; Spiteri, Stephen C.; Bonnici, Hermann (2016). De Lucca, Denis; Spiteri, Stephen C.; Bonnici, Hermann (2016). Lines of Defence – Fortification Drawings of the Baroque Age at the National Library of Malta. Malta: International Institute for Baroque Studies & Malta Libraries. ISBN 9789995785611. Malta: Instituto Internacional para Bibliotecas de Malta & de Estudios Barrocas.  .

- Datos: Q1159407
- Multimedia: Fortifications in Malta / Q1159407